# Karim Al-Zand

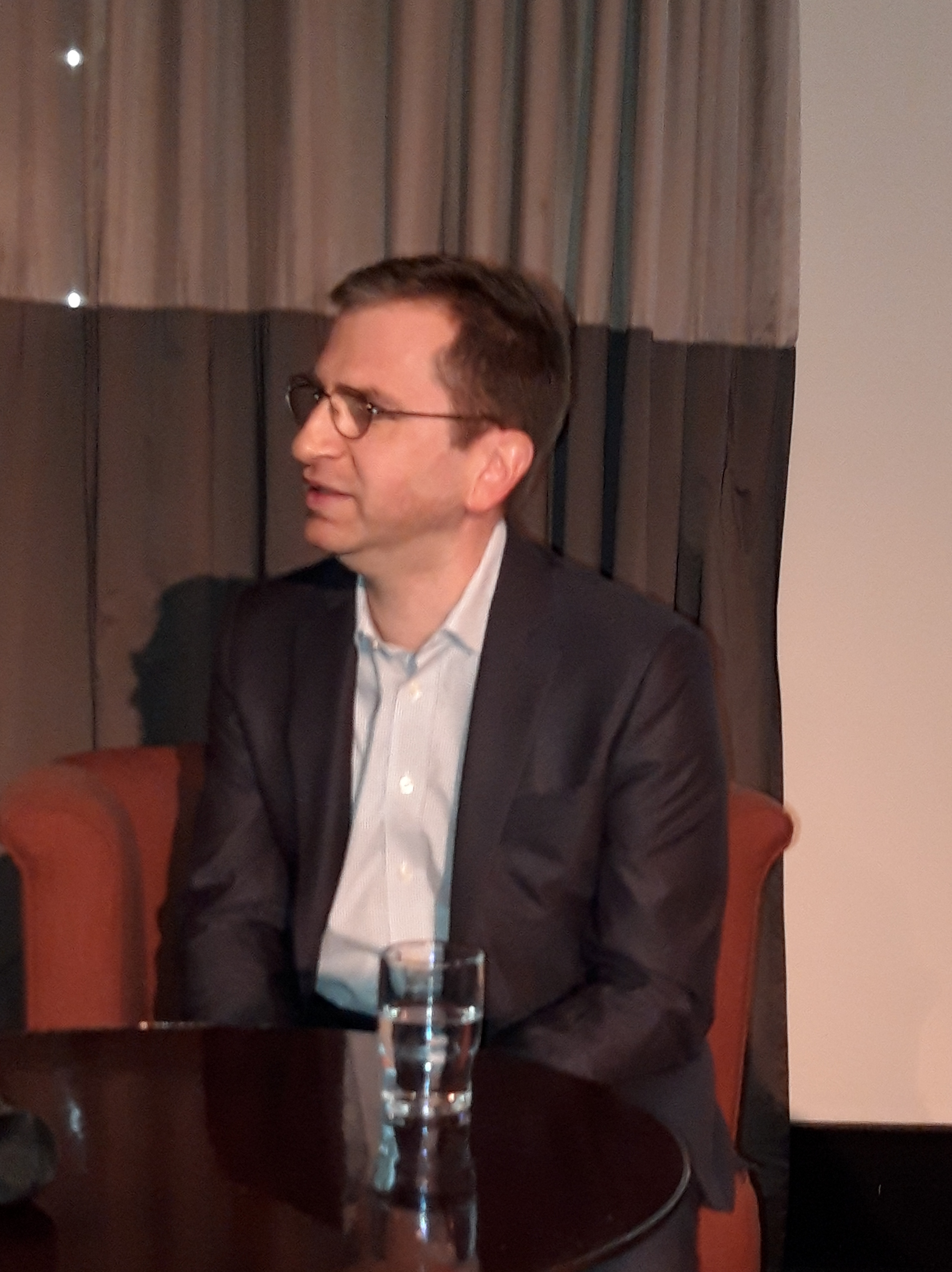
Karim Al-Zand, concertgebouw Amsterdam, 2018

Karim Al-Zand (Tunis, 1970) is een Canadees-Amerikaans componist. Zijn vader was Irakees en zijn moeder kwam uit Minnesota. Hij groeide op in Ottawa in Canada. Als kind speelde hij piano en saxofoon. Hij volgde aan de McGill University een muziekopleiding. Hij promoveerde in 2000 op een proefschrift over de solo's van jazzsaxofonist Cannonball Adderley aan de Harvard Universiteit. Vanaf dat jaar kreeg hij een aanstelling als muziekdocent in compositie en muziektheorie aan de Rice University in Houston.
In 2018 werd een muziekstuk van hem gespeeld in het Concertgebouw Amsterdam, Lamentations on the Disasters of War. Dit stuk voor strijkers is geïnspireerd op de 82 etsen van Francisco Goya over de Napoleontische oorlogen, getiteld Los Desastres de la Guerra. Goya maakte die etsen tussen 1812 en 1820, als reactie op de gebeurtenissen bij de invasie van Napoleon in Spanje. Al-Zand ziet parallellen tussen dat 19e-eeuws conflict en de invasie van Irak door de Verenigde Staten in 2005, waar zijn neef Husam Al-Zand werd ontvoerd en vermoord. Het stuk kan echter ook gezien worden als commentaar op de ellende van een oorlog in het algemeen. Dertig van de etsen van Goya kunnen tijdens de uitvoering geprojecteerd worden.
Al-Zand componeerde ook muziek bij de stomme film Assepoester uit 1922 van Lotte Reiniger (1899–1981).
Andere stukken van zijn hand zijn The Art of Conversation dat hij schreef voor het Enso quartet en Red Pajamas, dat hij speciaal voor een jong publiek schreef.

## Privé
Al-Zand heeft twee zonen.
- Gemeinsame Normdatei: 1089766181
- International Standard Name Identifier: 0000 0000 4185 4265
- Library of Congress Control Number: no2001064133
- Virtual International Authority File: 63662535
- WorldCat: E39PBJwMHm4pdbq94yCMktBF8C